# 27 novembre
Pour les articles homonymes, voir Vingt-Sept-Novembre.
27 octobre 27 décembre
Chronologies thématiques
- Croisades
- Ferroviaires
- Sports
- Disney
- Anarchisme
- Catholicisme

Abréviations / Voir aussi
- (° 1852) = né en 1852
- († 1885) = mort en 1885
- a.s. = calendrier julien
- n.s. = calendrier grégorien
- Calendrier
- Calendrier perpétuel
- Liste de calendriers
- Naissances du jour

Le 27 novembre est le 331e jour de l'année du calendrier grégorien, 332e lorsqu'elle est bissextile (il en reste ensuite 34).
C'était généralement l'équivalent du 7 frimaire du calendrier républicain ou révolutionnaire français, officiellement dénommé jour du chou-fleur.

## Événements

### IIesiècle
- 176 : l'empereur Marc Aurèle accorde à son fils Commode le titre d'imperator, et le nomme commandant suprême des légions romaines.

### IVesiècle
- 395 : assassinat de Rufin, préfet du prétoire de l'empereur romain Théodose Ier, et régent de l’Empire romain d'Occident pendant la minorité d'Honorius, tué sur les ordres de son rival Stilicon.

### VIIesiècle
- 602 : l'empereur byzantin Maurice Ier et cinq de ses fils sont décapités à Chalcédoine, en Anatolie.

### XIesiècle
- 1095 : le pape Urbain II prêche pour une (première) croisade, lors de son appel de Clermont.

### XIIesiècle
- 1174 : Saladin entre dans Damas, en Syrie.

### XIIIesiècle
- 1237 : en Italie, victoire de Frédéric II à Cortenuova, sur l'union des cités lombardes, ce qui lui vaut une nouvelle excommunication[1].

### XIVesiècle
- 1382 : victoire de Charles VI de France à Roosebeke (Guerre de Cent Ans).

### XVIIesiècle
- 1674 : exécution des membres du complot de Latréaumont, qui souhaitait établir une république en Normandie, et la soulever contre le roi Louis XIV de France.

### XVIIIesiècle
- 1790 : à Paris, l'Assemblée constituante de 1789 impose le serment aux ecclésiastiques.
- 1793 : bataille de La Garnache, pendant la guerre de Vendée.
- 1795 : bataille de Saint-Denis-la-Chevasse, pendant la guerre de Vendée.
- 1798 : Bataille de Terni (it)

### XIXesiècle
- 1848 : profession de foi du candidat à la présidence de la deuxième république française Louis-Napoléon Bonaparte.
- 1856 : coup d'État au Luxembourg.
- 1863 : début de la campagne de Mine Run, pendant la guerre de Sécession.
- 1868 : victoire du général Custer sur les Cheyennes de l'Oklahoma du chef Black Kettle, à Washita River (guerres indiennes de la conquête de l'ouest américain).
- 1879 : le Sénat, installé à Versailles depuis la Commune en 1871, regagne Paris quelques jours après la Chambre des députés, en vertu des dispositions d'une loi du 22 juillet précédent.

### XXesiècle
- 1912 : convention franco-espagnole délimitant les zones d'influence respectives des deux pays au Maroc[2].
- 1919 : signature du traité de Neuilly, en vertu duquel la Bulgarie cède des territoires à la Grèce et à la Yougoslavie.
- 1942 : à Toulon, la Marine française ordonne le sabordage de 90 bâtiments de guerre afin qu'ils ne tombent pas aux mains de l'occupant (Seconde Guerre mondiale).
- 1944 : amnistié par De Gaulle, Maurice Thorez rentre d'Union soviétique.
- 1970 : tentative d'assassinat du pape Paul VI par le peintre Benjamín Mendoza y Amor Flores.
- 1990 : John Major succède à Margaret Thatcher à la tête du gouvernement britannique.
- 1999 : à Charleroi, en Belgique, création du Rassemblement Wallonie France « rattachiste » (RWF).
- 2000 : le parti du Premier ministre canadien Jean Chrétien, le Parti libéral (de centre-droit), remporte aisément les élections législatives, pour la troisième fois consécutive.

### XXIesiècle
- 2006 : proclamation de Joseph Kabila comme président de la République démocratique du Congo.
- 2007 : bataille d'Abou Goulem, au Tchad, remportée par l'armée nationale tchadienne sur l'opposition.
- 2024 :
  - entrée en vigueur du cessez-le-feu entre Israël et le Liban[3].
  - en Namibie, l’élection présidentielle[4] a lieu en même temps que les élections législatives[5]. Netumbo Nandi-Ndaitwah est élue présidente de la république de Namibie lors de l'élection présidentielle de 2024, devenant la première femme élue à cette fonction[6].
  - en Syrie, les rebelles d'Hayat Tahrir al-Cham et de l'Armée nationale syrienne lancent une offensive militaire en direction d'Alep[7].

## Arts, culture et religion
- 1830 : seconde des apparitions mariales de la rue du Bac, dans l'actuelle Chapelle Notre-Dame-de-la-Médaille-miraculeuse, à Paris, de la Vierge Marie à sainte Catherine Labouré, à l'origine du culte envers Notre Dame de la médaille miraculeuse (Église catholique romaine)[8].
- 1896 : première d'Ainsi parlait Zarathoustra, œuvre musicale de Richard Strauss.
- 1924 : le court-métrage de cinéma Entr'acte, de René Clair, est diffusé à l'entracte du ballet Relâche, représentant à ce titre la première intervention du cinéma dans un spectacle de danse.
- 1975 : Jean-Charles Ier de Bourbon (Juan Carlos de Borbón en castillan) est couronné roi d'Espagne[9].

## Sciences et techniques
- 1826 : invention des allumettes à friction, par John Walker.
- 1861 : à Montréal, dans la province de Québec, inauguration du service de tramway à cheval de la Montreal City Passenger Railway Company (ou le 18/05/1861[10] ?).
- 2002 : L'OMS détecte les premiers cas de SRAS provoquant une pneumonie atypique[11].

- 2005 : le professeur Dubernard transplante, pour la première fois au monde, la face d'une personne décédée sur une femme défigurée.
- 2022 : sur l'île d'Hawaï, le Mauna Loa (photo) — plus haut volcan actif du monde — entre en éruption pour la première fois depuis 1984[12].

## Économie et société
- 1525 : première foire de la Saint-Siffrein, à Carpentras, saint Siffrein dont le pape Clément VII a fixé la fête au 27 novembre par une bulle du 18 janvier de la même année.
- 1703 : le premier phare d'Eddystone est détruit par la grande tempête de 1703, emportant avec lui son constructeur Henry Winstanley (en), dont on ne retrouvera aucune trace.
- 1835 : James Pratt et John Smith sont les deux dernières personnes à être exécutées pour sodomie, en Angleterre.
- 1895 : au club suédo-norvégien de Paris, l'inventeur de la dynamite Alfred Nobel met un point final à son testament, en léguant l'intégralité de sa fortune pour la création d'un prix qui portera son nom.
- 1964 : Libération, le quotidien français lancé par le mouvement de résistance Libération-Sud, cesse de paraître.
- 2009 : attentat contre le train Nevsky Express, reliant Moscou à Saint-Pétersbourg, à l'origine de 28 morts et de 97 blessés.

## Naissances

### IIesiècle
- 111 : Antinoüs (Ἀντίνοoς), favori grec de l’empereur Hadrien († 30 octobre 130).

### XIIesiècle
- 1127 : Song Xiaozong (宋孝宗), empereur de Chine de 1162 à 1189 († 28 juin 1194).

### XVesiècle
- 1492 : Donato Giannotti, écrivain et homme politique italien († 27 décembre 1573).

### XVIesiècle
- 1548 : Jacopo Mazzoni, philosophe, savant et astronome italien († 10 avril 1598).
- 1569 : Ottavio Vernizzi (it), compositeur et organiste italien († 28 septembre 1649).
- 1576 : Shimazu Tadatsune (島津忠恒), daimyo japonais († 7 avril 1638).

### XVIIesiècle
- 1602 : Chiara Margarita Cozzolani, chanteuse, compositrice et religieuse italienne († 1678).
- 1630 : Sigismond-François d'Autriche, archiduc d'Autriche († 25 juin 1665).
- 1635 : Françoise d’Aubigné dite Madame de Maintenon, deuxième épouse de Louis XIV († 15 avril 1719).
- 1640 : Barbara Palmer, aristocrate britannique († 9 octobre 1709).
- 1646 : Edward Howard, 2e comte de Carlisle, homme politique anglais († 23 avril 1692).
- 1648 : Petrus Codde, prélat et théologien néerlandais († 18 décembre 1710).
- 1656 : Bruno Tozzi (it), religieux, botaniste et mycologue italien († 29 janvier 1743).
- 1668 : Henri François d'Aguesseau, avocat et homme politique français († 9 février 1751).
- 1676 : Frédéric-Antoine-Ulrich de Waldeck-Pyrmont, prince de Waldeck-Pyrmont de 1712 à 1728 († 1er janvier 1728).
- 1682 : Giuseppe Monti, botaniste italien († 29 février 1760).
- 1684 :
  - Saverio Del Giudice (it), historien italien († 1764).
  - Tokugawa Yoshimune (徳川 吉宗), shogun japonais († 12 juillet 1751).

### XVIIIesiècle
- 1701 : Anders Celsius, astronome et inventeur de l'unité de mesure de température qui porte son nom († 25 avril 1744).
- 1709 : Eustachio Zanotti, astronome et ingénieur italien († 15 mai 1782).
- 1710 : Robert Lowth, évêque anglais († 3 novembre 1787).
- 1716 : Sophie Volland (Louise Henriette Volland dite), épistolière française († 22 février 1784).
- 1717 : François Antoine Marcucci, prélat italien († 12 juillet 1798).
- 1729 : Jean-Baptiste Deshays de Colleville, peintre français († 10 février 1765).
- 1731 : Gaetano Pugnani, violoniste et compositeur italien († 15 juillet 1798).
- 1734 : Johann Euler, mathématicien et astronome russo-suisse († 17 septembre 1800).
- 1741 : Jean-Pierre Duport, violoncelliste et compositeur français († 31 décembre 1818).
- 1746 :
  - Robert Robert Livingston, juriste, diplomate et homme politique américain, secrétaire d’État aux Affaires étrangères puis ambassadeur en France († 26 février 1813).
  - Increase Sumner, juriste et politique américain, gouverneur du Massachusetts de 1797 à 1799 († 7 juin 1799).
- 1748 : Michele Granata (it), moine et patriote italien († 12 décembre 1799).
- 1754 : Georg Forster, ethnologue, naturaliste, journaliste, écrivain et révolutionnaire allemand († 10 janvier 1794).
- 1755 : Antonio Aldini, avocat et homme politique italien († 30 septembre 1826).
- 1757 : Mary Robinson, poétesse, auteure et féministe anglaise († 26 décembre 1800).
- 1759 : Franz Krommer, violoniste et compositeur tchèque († 8 janvier 1831).
- 1761 : Julien Marie Cosmao-Kerjulien, amiral français († 17 février 1825).
- 1762 : Alessandro Lante Montefeltro della Rovere, cardinal italien († 14 juillet 1818).
- 1765 :
  - Bernard Sarrette, musicologue et militaire français († 13 avril 1858).
  - Jeanne-Antide Thouret, religieuse française († 24 août 1826).
- 1768 : Cesare Nembrini Pironi Gonzaga, cardinal italien († 5 décembre 1837).
- 1779 : Aimé Marie Gaspard de Clermont-Tonnerre, général et homme politique français († 8 janvier 1865).
- 1784 : Auguste de Hohenlohe-Öhringen, prince et général allemand († 15 février 1853).
- 1787 :
  - Ramón Freire, homme politique chilien, directeur suprême de 1823 à 1826 puis président du Chili en 1827 († 9 décembre 1851).
  - Franz Xaver Gruber, compositeur et organiste autrichien († 17 juin 1863).
- 1791 :
  - Lorenzo de Cardenas (it), homme politique italien († 18 août 1863).
  - Carlo Evasio Soliva, compositeur et musicien helvéto-italien († 20 décembre 1853).
- 1795 : Giovanni Baldasseroni (it), fonctionnaire et homme politique italien († 19 novembre 1876).
- 1798 : Andries Pretorius, homme politique, militaire et explorateur sud-africain († 23 juillet 1853).

### XIXesiècle
- 1804 :
  - Julius Benedict, chef d'orchestre et compositeur allemand († 5 juin 1885).
  - Clorinda Corradi, mezzo-soprano italienne († 29 juin 1877).
- 1809 : Frances Anne « Fanny » Kemble, actrice, dramaturge et poétesse anglaise († 15 janvier 1893).
- 1812 : Roundell Palmer, avocat et homme politique anglais († 4 mai 1895).
- 1814 : Charles de Montholon-Sémonville, homme politique et diplomate français, ambassadeur aux États-Unis de 1864 à 1866 († 20 avril 1886).
- 1820 : Thomas Baines, artiste et explorateur anglais († 8 mai 1875).
- 1821 : Alexandre Artus, chef d'orchestre et compositeur français († 19 août 1911).
- 1823 : Diego Pignatelli (it), homme politique italien († 9 mars 1880).
- 1829 : Henri de Saussure, minéralogiste et entomologiste suisse († 20 février 1905).
- 1831 : Gustav Radde, explorateur et naturaliste allemand († 2 mars 1903).
- 1833 : Marie-Adélaïde de Cambridge, princesse anglaise († 27 octobre 1897).
- 1834 : Angelo Pietrasanta (it), peintre italien († 3 juin 1876).
- 1841 : « Lagartijo » (Rafael Molina Sánchez dit), matador espagnol († 1er août 1900).
- 1842 : Nikolaï Mikhaïlovski (Никола́й Константи́нович Михайло́вский), écrivain, critique littéraire et sociologue russe († 10 février 1904).
- 1843 : Cornelius Vanderbilt II, homme d'affaires américain († 12 septembre 1899).
- 1844 : Vital Maria Gonçalves de Oliveira (it), prélat brésilien († 4 juillet 1878).
- 1848 :
  - Maximilian von Prittwitz, militaire allemand († 29 mars 1917).
  - Henry Augustus Rowland, physicien américain († 16 avril 1901).
- 1849 :
  - Horace Lamb, mathématicien et physicien anglais († 4 décembre 1934).
  - Pietro Panzeri (it), médecin italien et le chirurgien († 13 avril 1901).
- 1851 :
  - Friedrich Bertram Sixt von Armin, général allemand († 30 septembre 1936).
  - Ferruccio Vivanti (it), homme d'affaires italien († 24 mars 1906).
- 1853 :
  - Frank Bernard Dicksee, peintre et illustrateur anglais († 17 octobre 1928).
  - Emanuele Greppi (it), avocat, homme politique et historien italien († 9 janvier 1931)
  - Emilio Maraini (it), homme d'affaires et politique suisse († 5 décembre 1916).
- 1854 : Johan Ludvig Heiberg, philologue et historien danois († 4 janvier 1928).
- 1857 :
  - Charles Scott Sherrington, physiologiste britannique, prix Nobel de physiologie ou médecine en 1932 († 4 mars 1952)
  - Camillo Antona Traversi (it), dramaturge, critique littéraire et librettiste italien († 30 août 1934).
- 1858 : Vincenzo Riccio, homme politique italien († 20 août 1928).
- 1859 :
  - William Bliss Baker, peintre américain († 20 novembre 1886).
  - Henry Cursham, joueur de football et de cricket anglais († 6 août 1941).
- 1860 : Albert Gockel (de), physicien allemand († 4 mars 1927).
- 1862 : Franz Xaver Kugler (en), chimiste, mathématicien et assyriologue allemand († 25 janvier 1929).
- 1863 : Emilio Mario Nino Ronco (it), ingénieur et homme politique italien († 12 mai 1949).
- 1864 : Alfredo Zopfi (it), homme d'affaires suisse († 8 août 1924).
- 1865 :
  - Janez Evangelist Krek, prêtre, journaliste et homme politique slovène († 8 octobre 1917).
  - José Asunción Silva, poète colombien († 23 mai 1896).
- 1867 : 
  - Charles Koechlin, compositeur français († 31 décembre 1950).
  - Grigore Antipa, naturaliste et océanographe roumain († 9 mars 1944).
- 1870 :
  - Juho Kusti Paasikivi, homme politique, professeur et avocat finlandais, président de la République de Finlande de 1946 à 1956 († 14 décembre 1956).
  - Carlo Alberto Quilico (it), avocat, professeur et homme politique italien († 24 avril 1958).
- 1871 : Giovanni Giorgi, physicien et ingénieur italien († 19 août 1950).
- 1872 :
  - Joseph-Édouard Barès, aviateur et général français († 27 août 1954).
  - Peter Raabe, compositeur et chef d'orchestre allemand († 12 avril 1945).
  - Louis Tribondeau (it), médecin français († 19 septembre 1918).
- 1873 :
  - Agostino Borio (it), mathématicien italien († 1er avril 1962).
  - Francesco Ferranti (it), peintre italien († 9 août 1951).
- 1874 :
  - Johannes Baumann, homme politique suisse, conseiller fédéral de 1934 à 1940 († 8 septembre 1953).
  - Charles Austin Beard, historien et auteur américain († 1er septembre 1948).
  - Alfred Chalk, footballeur anglais († 25 juin 1954).
  - František Erben, gymnaste tchèque († 9 juin 1942).
  - Eugene Walter, dramaturge américain († 26 septembre 1941).
  - Chaim Weizmann, chimiste et homme politique israélien, premier président d'Israël de 1948 à 1952 († 9 novembre 1952).
- 1875 : Julius Lenhart, gymnaste autrichien double champion olympique († 10 novembre 1962).
- 1876 :
  - Viktor Kaplan, ingénieur autrichien († 23 août 1934).
  - Alberto Pariani, militaire italien († 1er mars 1955).
  - Duilio Scandali (it), poète italien († 11 juillet 1945).
  - Joseph Wear, joueur de tennis américain († 4 juin 1941).
- 1877 :
  - Giuseppe Ferrario (it), ingénieur et cartographe italien († 14 septembre 1932).
  - William F. Haddock (en), réalisateur et acteur américain († 30 juin 1969).
  - Leigh Richmond Roose (en), footballeur gallois († 7 octobre 1916).
- 1878 :
  - Jatindramohan Bagchi (en) (যতীন্দ্রমোহন বাগচী), poète et critique littéraire indien († 1er février 1948).
  - André Caplet, compositeur et chef d'orchestre français († 22 avril 1925).
  - Charles Dvorak, athlète et entraîneur américain († 18 décembre 1969).
  - William Orpen, peintre irlandais († 29 septembre 1931).
- 1879 :
  - Angelo Brucculeri, jésuite, journaliste et sociologue italien († 14 décembre 1969).
  - Otto Kinkeldey (en), musicologue américain († 19 septembre 1966).
- 1880 :
  - Claude Fournier, jardinier, sergent lors de la Première Guerre mondiale († 4 août 1916).
  - Gian Emilio Malerba, peintre italien († 31 mars 1926).
- 1881 : Gregorio Maltzeff (it) (Григорий Павлович Малчев), peintre russe († 1953).
- 1882 : Nicolas Soukhanov (Николай Николаевич Суханов), révolutionnaire, économiste et journaliste russe († 29 juin 1940).
- 1883 :
  - Pierina Belli (it), militante italienne († 13 juin 1977).
  - Georges Benoît, directeur de la photographie, acteur et réalisateur français († 1942).
  - João Evangelista Belfort Duarte (en), joueur et entraîneur de football et directeur sportif brésilien († 27 novembre 1918).
- 1884 : Vasile Voiculescu (ro), poète, écrivain et dramaturge roumain († 26 avril 1963).
- 1885 :
  - Daniel Mendaille, acteur français († 17 mai 1963).
  - Liviu Rebreanu, homme de lettres et journaliste roumain († 1er septembre 1944).
  - Rudolph Reti (en), compositeur et pianiste américain († 7 février 1957).
- 1886 :
  - John Foster (en), réalisateur et dessinateur américain († 16 février 1959.)
  - Tsuguharu Fujita (藤田 嗣治), peintre japonais († 29 janvier 1968).
- 1887 :
  - Achille Roncato (it), médecin et biochimiste italien († 14 juin 1963).
  - Saichiro Tomonari (it) (友成 佐市郎), amiral japonais († 16 octobre 1962).
- 1888 :
  - Gustaf Holmström (it), footballeur finlandais († 24 février 1970).
  - Masaharu Homma (本間 雅晴), général japonais († 3 avril 1946).
  - Ganesh Vasudev Mavalankar (en) (गणेश वासुदेव मावळणकर), homme politique indien († 27 février 1956).
- 1889 : Edward Cook, athlète américain († 18 octobre 1972).
- 1890 :
  - Vsevolode Nicouline (it) (Всеволод Петрович Никулин), designer, peintre et illustrateur russe († 18 juillet 1968).
  - Józef Olszyna-Wilczyński (en), général polonais († 22 septembre 1939).
  - Paul Röhrbein (de), militaire allemand († 1er juillet 1934).
- 1891 :
  - Giovanni Breviario, ténor italien († 8 octobre 1982).
  - József Ging (it), footballeur et entraîneur hongrois († 25 février 1984).
  - Pedro Salinas, poète espagnol († 4 décembre 1951).
- 1892 : Oleg Constantinovitch de Russie (Олег Константинович Романов), prince russe († 12 octobre 1914).
- 1893 :
  - Carlos Alberto Arroyo del Río, homme politique équatorien, président de la République d’Équateur en 1939 puis de 1940 à 1944 († 31 octobre 1969).
  - Federico Guella (it), militaire italien († 28 décembre 1915).
  - Rodney Soher, bobeur britannique († 25 janvier 1983).
- 1894 :
  - Yury Gilsher (en) (Юрий Владимирович Гилшер), officier russe († 20 juillet 1917).
  - Kōnosuke Matsushita (松下 幸之助), industriel japonais, fondateur de Panasonic († 27 avril 1989).
  - Katherine Milhous (en), auteure et illustratrice américaine († 5 décembre 1977).
  - Umberto Antonio Padovani (it), philosophe et professeur italien († 5 avril 1968).
  - Amphilochius de Pochayiv (en) (Амфілохій Почаївський), moine et saint ukrainien († 1er janvier 1971).
- 1895 :
  - Arthur Chandler, footballeur anglais († 18 juin 1984).
  - Adolfo Franci, scénariste et critique de cinéma italien († 31 janvier 1954).
  - Pierre-Paul Grassé, zoologiste français académicien ès sciences († 9 juillet 1985).
- 1896 :
  - Giovanni Battista Angioletti, journaliste et écrivain italien († 3 août 1961).
  - Sigismond de Prusse, prince allemand († 14 novembre 1978).
- 1897 : Vito Genovese, un des patrons du syndicat américain du crime dans les années 1930 à 1950 († 14 février 1969).
- 1898 : Fredric Warburg (en), auteur et éditeur anglais († 25 mai 1981).
- 1899 :
  - Ugo Bartolomei (it), militaire italien († 24 octobre 1918).
  - John Norton (en), poloïste américain († 24 novembre 1987).
  - Arturo Duque Villegas, prélat colombien († 26 juillet 1977).
- 1900 : Isabelle d'Orléans, princesse française († 12 février 1983).

### XXesiècle
- 1901 :
  - Antonio Fessia, ingénieur en mécanique italien († 19 août 1968).
  - Edward Britt « Ted » Husing (en), écrivain américain († 10 août 1962).
- 1902 :
  - George Camsell, footballeur anglais († 7 mars 1966).
  - Franz Hofer, homme politique et militaire autrichien († 18 février 1975).
- 1903 :
  - Hans Hinrich, acteur, réalisateur et doubleur allemand († 20 octobre 1974).
  - Julien Moineau, cycliste français († 14 mai 1980).
  - John McNally (en), joueur et entraîneur américain de football américain († 28 novembre 1985).
  - Lars Onsager, chimiste et physicien norvégien, prix Nobel de chimie en 1968 († 5 octobre 1976).
  - Francesco Sansone (it), sculpteur italien († 22 mai 1992).
  - Mona Washbourne, actrice britannique († 15 novembre 1988).
- 1904 :
  - Ercole Bodini (it), footballeur et entraîneur italien († 31 mai 1962).
  - Norberto Sopranzi (it), essayiste, dramaturge et écrivain italien († 9 juin 1985).
- 1905 :
  - Astrid Allwyn (Clara Lou Sheridan dite), actrice américaine († 31 mars 1978).
  - Giovanni Bolzoni (it), footballeur et entraîneur italien († 4 août 1980).
- 1906 :
  - Hans von Aulock (de), banquier et numismate allemand († 23 novembre 1980).
  - Raymond Gernez, résistant et homme politique français († 13 décembre 1991).
- 1907 :
  - Harivansh Rai Bachchan (en) (हरिवंश राय श्रीवास्तव), poète et auteur indien († 18 janvier 2003).
  - Eric Brook, footballeur anglais († 29 mars 1965).
  - Lyon Sprague de Camp, historien et auteur américain († 6 novembre 2000).
- 1908 :
  - Whitney Ellsworth, éditeur, écrivain et artiste américain de comic books († 7 septembre 1980).
  - Tameo Ide (井出 多米夫), footballeur japonais († 17 août 1998).
- 1909 :
  - James Agee, romancier, scénariste et critique américain († 16 mai 1955).
  - Anatoli Maltsev (Анато́лий Ива́нович Ма́льцев), mathématicien et théoricien russe († 7 juin 1967).
  - Amedeo Rubeo (it), homme politique italien († 26 octobre 1974).
  - Cesare Valinasso, footballeur italien († 4 avril 1996).
- 1910 : Louis Saillant, syndicaliste et résistant français († 28 octobre 1974).
- 1911 :
  - David Merrick (en), réalisateur et producteur américain († 25 avril 2000).
  - Fe del Mundo (Fé Primitiva del Mundo y Villanueva dit), pédiatre philippin († 6 août 2011).
  - Piero Treves (it), historien, journaliste et critique littéraire italien († 7 juillet 1992).
- 1912 :
  - Alessandro Ciferri (it), footballeur italien († 3 novembre 1995).
  - Angelo Cocconcelli (it), prêtre et résistant italien († 29 novembre 1999).
  - Yuen Siu-tien (袁小田), acteur et artiste martial chinois († 8 janvier 1979).
- 1913 :
  - Alfredo Bai (it), sculpteur italien († 1er juin 1980).
  - Marcel Claeys (it), cycliste belge sur la route († 12 octobre 1972).
  - Umberto Colonna (it), peintre italien († 8 mai 1993).
  - Lewis Alfred Coser, sociologue américain († 8 juillet 2003).
  - Henri Eberhardt, canoéiste français († 4 juillet 1976).
  - Piero Sardelli (it), ténor italien († 18 juin 1996).
- 1914 :
  - Oscar Bonivento (it), joueur d'échecs italien († 1er octobre 2012).
  - Gustav Knittel (de), militaire allemand († 30 juin 1976).
- 1915 :
  - Adonias Filho (en), journaliste, critique littéraire et essayiste brésilien († 2 août 1990).
  - Giovanna Fontana (it), styliste et femme d'affaires italienne († 15 avril 2004).
  - Donald Whitney, mathématicien américain († 16 août 2007).
- 1916 :
  - Francis Dayle « Chick » Hearn, commentateur sportif américain († 5 août 2002)
  - Ben Stephens (it), joueur de basket-ball américain († 6 avril 1966).
- 1917 :
  - Emilio Barberi (it), militaire italien († 1er décembre 2002).
  - Enos Fusetti (it), officier italien († 14 février 1941).
  - Mario Marchegiani (it), footballeur italien.
  - Buffalo Bob Smith (Robert Emil Schmidt dit), acteur et animateur de télévision américain († 30 juillet 1998).
  - Robert Youngson, réalisateur et producteur de films († 8 avril 1974).
- 1918 :
  - Stephen Elliott, acteur américain († 21 mai 2005).
  - Baudouin de Ligne, prince belge († 3 mars 1985).
  - Borys Paton (Борис Євгенович Патон), scientifique et ingénieur ukrainien († 19 août 2020).
  - Jean Urkia, évêque catholique français, vicaire apostolique émérite de Paksé, au Laos († 21 décembre 2011).
- 1919 :
  - Charles Bent (en), joueur d'échecs anglais († 28 décembre 2004).
  - Raymond Walter « Ray Terzynski (it), joueur de basket-ball américain († 18 août 1983).
- 1920 :
  - Károly Lakat, footballeur et entraîneur hongrois († 3 décembre 1988).
  - Abe Lenstra, footballeur néerlandais († 2 septembre 1985).
  - Harry « Buster » Merryfield (en), acteur anglais († 23 juin 1999).
  - Carlo Rossi (it), parolier et producteur de disques italien († 16 mai 1989).
  - Calvin Coolidge « Cal » Worthington (en), homme d'affaires américain († 8 septembre 2013).
- 1921 :
  - Alexander Dubček, homme politique tchéco-Slovaque réformateur du PC puis dissident au régime communiste à parti unique († 7 novembre 1992).
  - Dora Dougherty Strother, aviatrice américaine († 19 novembre 2013).
  - Alberto Zolim Filho (it), footballeur brésilien († 30 octobre 2001).
- 1922 :
  - Claude Alphandéry, résistant, banquier et économiste français.
  - Hall Bartlett, réalisateur, producteur et scénariste américain († 7 septembre 1993).
  - Peppino Manente Comunale (it), homme politique italien († 29 octobre 1983).
  - Attilio Miglio (it), footballeur italien.
- 1923 :
  - Juvenal Amarijo Amanso, footballeur brésilien († 30 octobre 2009).
  - František Matys (it), footballeur tchécoslovaque († 14 avril 1986).
  - Aldo Salvetti (it), résistant italien († 18 septembre 1944).
  - Sallustio Stombelli (it), footballeur et entraîneur italien.
- 1924 :
  - Nina Cassian (Renée Annie Cassian-Mătăsaru dite), poétesse, écrivaine et traductrice roumaine († 15 avril 2014).
  - Ugolino Ugolini (it), homme d'affaires et directeur sportif italien († 27 juin 2009).
- 1925 :
  - Luciana Baccalin (it), joueuse de curling italienne.
  - Marino Bergamasco (it), footballeur et entraîneur italien († 22 janvier 2010).
  - Bertold Hummel, compositeur allemand († 9 août 2002).
  - Claude Lanzmann, réalisateur, scénariste et producteur français († 5 juillet 2018).
  - Kurt Lundquist, athlète suédoise († 12 juillet 2011).
  - John Maddox, chimiste, physicien et journaliste gallois († 12 avril 2009).
  - Hope Sanderson, géologue néo-zélandaise († 6 mai 2016).
  - Marshall Thompson, acteur, scénariste, réalisateur et producteur américain († 18 mai 1992).
  - Antonio Terzi (it), journaliste et écrivain italien († 8 septembre 2001).
  - Ernie Wise (Ernest Wiseman dit), acteur, chanteur et scénariste anglais († 21 mars 1999).
- 1926 :
  - Giuseppe Fabiani (it), prélat italien († 25 juin 2019).
  - Mario Ferrari (it), footballeur, entraîneur de football et volleyeur italien († 9 septembre 2018).
  - Vittorio Martinelli (it), historien et critique de cinéma italien († 8 avril 2008).
  - Chae Myung-shin (en) (채명신), militaire sud-coréen († 25 novembre 2013).
  - Armando De Stefano (it), peintre italien († 16 mars 2021).
  - Joseph Tellechea, footballeur français († 16 décembre 2015).
- 1927 :
  - Alfonso Barrantes Lingán, homme politique péruvien, maire de Lima de 1984 à 1986 († 2 décembre 2000).
  - Sergio Bravo, footballeur mexicain.
  - Carlos José Castilho, footballeur et entraîneur brésilien († 2 février 1987).
  - Alberto Cianchi (it), directeur sportif et homme politique italien († 30 août 2009).
  - Miloslav Ladislav « Ladi » Geisler (de), guitariste et bassiste tchécoslovaque († 19 novembre 2011).
  - Theodor Puff (en), footballeur allemand († 9 mai 1999).
  - William Simon, militaire et homme politique américain, secrétaire d’État du Trésor de 1974 à 1977 († 3 juin 2000).
  - Geneviève Winding (Geneviève Henriette Mauricette Laigret dite), monteuse française († 15 avril 2008).
- 1928 :
  - Alékos Alexandrákis (Αλέκος Αλεξανδράκης), acteur et réalisateur grec († 8 novembre 2005).
  - Giordano Caselli (it), footballeur italien.
  - Mark Freiberger, basketteur américain († 29 juin 2005).
  - Stanley Hoffmann, politologue français († 13 septembre 2015).
  - Ronald William « Josh » Kirby, peintre et illustrateur anglais († 23 octobre 2001).
  - Maurizio Liverani, journaliste, réalisateur et écrivain italien († 10 février 2021).
  - Thich Quang Độ, moine vietnamien († 22 février 2020).
- 1929 :
  - Eric Bell (en), footballeur anglais († 22 juillet 2012).
  - Roberto Costanzo (it), homme politique et essayiste italien.
  - Peter Lilienthal, réalisateur, scénariste et acteur allemand.
  - David Nickson, homme d'affaires britannique.
  - Edith Perret, actrice de cinéma et de télévision française († 30 mai 2019).
  - Giorgio Questa (it), organiste italien († 11 juin 2010).
  - Alan Simpson (en), scénariste et producteur anglais († 8 février 2017).
- 1930 :
  - Joseph William « Joe » DeNardo (en), météorologue américain († 15 juin 2018).
  - Reinhard Glemnitz (en), acteur et doubleur allemand.
  - Herbert Richard « Dick » Poole, joueur et entraîneur de rugby australien.
  - Rex Shelley (en), ingénieur singapourien († 21 août 2009).
- 1931 :
  - Geoffrey Jones (en), réalisateur britannique († 21 juin 2005).
  - Enrico Manca (it), journaliste et homme politique italien († 5 juillet 2011).
  - Jacob Ziv (יעקב זיו), ingénieur israélien.
- 1932 :
  - Benigno Aquino, Jr., homme politique philippin († 21 août 1983).
  - Pietro Bucci (it), chimiste et universitaire italien († 10 septembre 1994).
  - Franca Gandolfi, actrice et chanteuse italienne.
  - Pino Lancetti (Giuseppe Lancetti dit), styliste italien († 8 mars 2007).
  - Kenneth Calvin « Ken » Schinkel, hockeyeur et entraîneur canadien († 20 novembre 2020).
- 1933 :
  - Ansgar Elde (en), artiste suédois († 4 décembre 2000).
  - Lucien Fischer, évêque catholique français, vicaire apostolique des îles Saint-Pierre et Miquelon de 2000 à 2009.
  - Jacques Godbout, romancier, poète, dramaturge et réalisateur québécois.
  - Gordon Stewart Wood, historien américain, prix Pulitzer d'histoire en 1993.
- 1934 :
  - Antoine Abel, écrivain et poète seychellois († 19 octobre 2004).
  - Ammo Baba (Emmanuel Baba Dawud dit) (عمو بابا), footballeur et entraîneur irakien († 27 mai 2009).
  - Gilbert Strang, mathématicien américain.
- 1935 :
  - Les Blank, réalisateur et producteur américain († 7 avril 2013).
  - Daniel Charles, musicien, musicologue et philosophe français († 21 août 2008).
  - Albert J. « Al » Jackson Jr., batteur et percussionniste américain du groupe Booker T. and the M.G.'s († 1er octobre 1975).
  - Helmut Lachenmann, compositeur allemand.
  - Aldo Maccione, acteur italien.
  - Kalevi Pakarinen (en), pentathlète et escrimeur finlandais († 19 mai 1999).
  - Wilfred Raleigh « Willie » Pastrano, boxeur américain († 6 décembre 1997).
  - Michel Portal, compositeur et musicien français multi-instrumentiste, clarinettiste, saxophoniste, etc.
- 1936 :
  - Robbie Buttigieg (it), footballeur maltais († 11 février 2004).
  - Clément Michu, acteur français († 21 octobre 2016).
- 1937 :
  - Denis Brunazzi (it), footballeur italien.
  - Héctor Facundo, footballeur argentin († 13 novembre 2009).
  - Carlo Santachiara (it), dessinateur et sculpteur italien († 2 novembre 2000).
  - Gail Sheehy, journaliste et autrice américaine († 24 août 2020).
- 1938 :
  - John Ashworth, biologiste et universitaire anglais.
  - Mario Monge, footballeur salvadorien († 31 mai 2009).
  - Apolo Nsibambi, enseignant et homme politique ougandais, Premier ministre de l’Ouganda de 1999 à 2011 († 28 mai 2019).
  - Elsa Quarta (it), chanteuse italienne († 17 août 2020).
  - Pasquale Squitieri, réalisateur, écrivain et homme politique italien († 18 février 2017).
- 1939 :
  - Tony Allen, footballeur anglais.
  - David John « Dave » Giusti, Jr. (en), joueur et entraîneur de baseball américain.
  - Laurent-Désiré Kabila, homme d'État congolais, président de la République démocratique du Congo de 1997 à 2001 († 16 janvier 2001).
  - Héctor Salvá, footballeur et entraîneur uruguayen († 20 novembre 2015).
  - Dudley Storey, rameur et entraîneur d'aviron néo-zélandais champion olympique († 6 mars 2017).
- 1940 :
  - Adriano Buffoni (it), entraîneur de football italien.
  - Bruce Lee, réalisateur, acteur, producteur, scénariste américain († 20 juillet 1973).
  - Antonio Tarzia (it), prêtre et journaliste italien.
- 1941 :
  - Louis van Dijk (en), pianiste néerlandais († 12 avril 2020).
  - Aimé Jacquet, entraîneur de football français.
  - Maurizio Leigheb (it), journaliste, photographe et écrivain italien.
  - Edward Thomas « Eddie » Rabbitt (en), chanteur-compositeur et guitariste américain († 7 mai 1998).
- 1942 :
  - Jacqueline Alexandre, journaliste, speakerine, et animatrice française de télévision.
  - Manolo Blahnik, styliste espagnol.
  - Giovanni Carbonara (it), architecte italien.
  - Henry Carr, joueur de football et sprinteur américain († 29 mai 2015).
  - Marilyn Hacker, poétesse, traductrice et critique littéraire américaine.
  - James Marshall « Jimi » Hendrix, musicien américain († 18 septembre 1970).
  - Marcello Signoretti (it), prêtre missionnaire italien.
  - René Steichen, homme politique luxembourgeois.
  - Peter Thompson, footballeur anglais(† 31 décembre 2018).
  - Néstor Togneri, footballeur argentin († 8 décembre 1999).
  - Juan Manuel Zamora (es), footballeur basco-espagnol († 13 août 2015).
- 1943 :
  - Nicole Brossard, poète, dramaturge et romancière québécoise.
  - Andrew Fluegelman (en), éditeur, photographe et avocat américain († 6 juillet 1985).
  - Alberto Melucci (it), sociologue italien († 12 septembre 2001).
  - Jil Sander, styliste allemande.
- 1944 :
  - Bruce Adler (it), acteur américain († 25 juillet 2008).
  - Claudy Chapeland, actrice française.
  - Erich Hamann footballeur allemand.
  - Gregory Hoblit, réalisateur et producteur américain.
  - George Thomas « Mickey » Leland (en), homme politique et militant américain († 7 août 1989).
  - Celso Luiz Scarpini, basketteur brésilien.
  - Carlo Scognamiglio, économiste, universitaire et homme politique italien.
- 1945 :
  - James Avery, acteur américain († 31 décembre 2013).
  - Phil Bloom, mannequin et actrice néerlandaise.
  - Randal Edward « Randy » Brecker, trompettiste américain.
  - Alain de Cadenet, pilote automobile et présentateur anglais († 2 juillet 2022).
  - Benigno Fitial, homme d'affaires et politique américain, gouverneur des îles Mariannes du Nord de 2006 à 2013.
  - Simonetta Agnello Hornby, écrivain italien.
  - Manny Leaks (it), basketteur américain.
  - Giovanni Mauriello (it), musicien et acteur italien.
  - Giuseppe Fiorini Morosini, prélat italien.
  - Vincenzo Puccio, criminel italien († 11 mai 1989).
- 1946 :
  - Patrizia Arnaboldi (it), femme politique italienne.
  - Jerome Clark, écrivain américain.
  - Richard Codey, homme politique américain, gouverneur du New Jersey de 2004 à 2006.
  - Luciano Mecacci (it), psychologue italien.
  - Roland Minnerath, évêque catholique français, archevêque de Dijon de 2004 à 2022.
  - Lauro Pomaro (it), footballeur italien.
  - Bent Schmidt-Hansen (en), footballeur danois († 1er juillet 2013).
- 1947 :
  - Don Adams, basketteur américain († 25 décembre 2013).
  - Stéphane Courtois, historien français
  - Ismaïl Omar Guelleh (إسماعيل عمر جليه), avocat et homme politique djiboutien, président de Djibouti depuis 1999.
  - Jan Jeuring, footballeur néerlandais.
  - Thomas « Tom » McGinnis (it), golfeur américain.
  - Neil Rosenshein (en), ténor américain.
  - Ruggero Volpi (it), militaire italien († 27 octobre 1977).
- 1948 :
  - Andrzej Seweryn, basketteur polonais.
  - Ugo Volli (it), sémiologue italien.
- 1949 :
  - Piera Capitelli (it), femme politique italienne.
  - Gerrit Graham, acteur et compositeur américain.
  - James E. « Jim » Price, basketteur et entraîneur américain.
  - Masanori Sekiya (関谷 正徳), pilote automobile japonais.
  - Fabio Treves (it), chanteur et harmoniciste italien.
  - Dennis Tueart (it), footballeur anglais.
- 1950 :
  - Gavyn Davies (en), journaliste et homme d'affaires anglais.
  - Philippe Delerm, écrivain français.
- 1951 :
  - Kathryn Bigelow, réalisatrice, productrice et scénariste américaine.
  - Dražen Dalipagić (Дражен Далипагић), basketteur et entraîneur bosnien.
  - Henry Dickerson (en), basketteur et entraîneur américain.
  - Charles H. Eglee (en), réalisateur et producteur de télévision américain.
  - Vera Fischer, actrice brésilienne.
  - Ivars Godmanis, homme politique letton, Premier ministre de 2007 à 2009.
  - Gunnar Graps (en), chanteur et guitariste estonien († 17 mai 2004).
  - Melinda Snodgrass, écrivain et scénariste américain.
- 1952 :
  - Sheila Copps, journaliste et femme politique canadienne.
  - Neria De Giovanni (it), essayiste italien.
  - Alokesh « Bappi » Lahiri (বাপি লাহিড়ী), chanteur-compositeur et producteur indien. († 15 février 2022).
  - Valerio Majo (it), footballeur et entraîneur italien.
  - Umberto Marino, dramaturge, réalisateur et scénariste italien.
  - Daryl Stuermer, guitariste et bassiste américain.
  - Jenny Tamburi (Luciana Tamburini dite), actrice italienne († 1er mars 2006).
  - James Donald Wetherbee, astronaute américain.
- 1953 :
  - Curtis Armstrong, acteur, chanteur et producteur américain.
  - Jean-Blaise Evéquoz, escrimeur suisse.
  - Franz Gerber, footballeur et entraîneur allemand.
  - Boris Grebenchtchikov (Бори́с Бори́сович Гребенщико́в), chanteur-compositeur-interprète et guitariste russe.
  - Pamela Hayden, actrice américaine.
  - Tarmo Kõuts (en), amiral et homme politique estonien.
  - Lyle Mays, claviériste et compositeur américain († 10 février 2020).
  - Richard Stone, pianiste et compositeur américain († 9 mars 2001).
  - Barry Strauss, historien américain.
- 1954 :
  - Claudio Cerdeira (it), arbitre brésilien.
  - Pantaleo De Gennaro (it), footballeur et entraîneur italien.
  - Patricia McPherson, actrice américaine.
  - Kimmy Robertson, actrice américaine.
  - Arthur Smith (en), acteur et scénariste anglais.
- 1955 :
  - Jan Berger, footballeur tchécoslovaque.
  - Evelina Christillin, femme d'affaires italienne.
  - Kassem Ibrahim « Freddy » Deeb, joueur de poker libano-américain.
  - Adam Joseph « A.J. » Duhe (en), joueur américain de football américain.
  - Pierre Mondou, hockeyeur professionnel québécois.
  - Andrés Montes (es), journaliste espagnol († 16 octobre 2009).
  - William Sanford « Bill » Nye, ingénieur, enseignant et animateur de télévision américain.
  - Valeri Tchekhov (Валерий Чехов), joueur d'échecs russe.
- 1956 :
  - John McCarthy (en), journaliste et auteur anglais.
  - William Fichtner, acteur américain.
  - Thomas Hörster, footballeur et entraîneur allemand.
  - Lionello Manfredonia, footballeur et directeur sportif italien.
  - Ferdinando « Nando » Paone (it), acteur et chanteur italien.
  - Nazrin Shah de Perak (ms), sultan de Perak depuis 2016.
  - Mariana Simionescu, joueuse de tennis professionnelle roumaine.
  - José Villafuerte (es), footballeur équatorien.
- 1957 :
  - Kenny Acheson, pilote automobile nord-irlandais.
  - Edda Heiðrún Backman, actrice, chanteuse, réalisatrice et artiste islandaise († 1er octobre 2016).
  - Frank Boeijen, chanteur-compositeur et guitariste néerlandais.
  - Caroline Kennedy, fille de John Fitzgerald Kennedy et de Jacqueline Kennedy-Onassis.
  - Tsunekazu Ishihara (it) (石原恒和), homme d’affaires japonais.
  - Callie Khouri, réalisatrice, coproductrice et scénariste américaine.
  - Sergueï Prigoda (it) (Сергей Григорьевич Пригода), footballeur russe.
  - Michael Austin Stackpole, concepteur de jeu et auteur américain.
  - Ronnie Valentine (en), basketteur américain.
- 1958 :
  - David Cowling (en), footballeur et entraîneur anglais.
  - Paul Gosar, homme politique américain.
  - Tetsuya Komuro (小室 哲哉), chanteur-compositeur-interprète et producteur japonais.
  - Michael Lorri « Mike » Scioscia, joueur et gérant de baseball américain.
  - Peter Zelenský (en), footballeur tchécoslovaque.
- 1959 :
  - Davide Barilli (it), écrivain italien.
  - Charlie Burchill, guitariste et claviériste écossais du groupe Simple Minds.
  - Viktoria Mullova (Виктория Юрьевна Муллова), violoniste russe.
- 1960 :
  - Ken O'Brien (en) ou (Kenneth John « Ken » O'Brien, Jr.), joueur et entraîneur de football américain, des New York Jets et Philadelphia Eagles.
  - Ugo Cappellacci, homme politique italien.
  - Patrice Garande, footballeur français.
  - Paulina García, actrice chilienne.
  - Kevin Henkes, auteur et illustrateur américain.
  - Mark Kostabi, peintre et compositeur américain.
  - Eike Immel, footballeur allemand.
  - Nigel Marven, journaliste reporter animalier.
  - Lionello « Lio » Mascheroni, batteur italien.
  - Patrizio (it) (Patrizio Esposito dit), chanteur et acteur italien († 27 janvier 1984).
  - Timothy James « Tim » Pawlenty, juriste et homme politique américain, gouverneur du Minnesota de 2003 à 2011.
  - Michael Rispoli, acteur américain.
  - Maria Schneider, compositrice et musicienne américaine.
  - Ioulia Tymochenko (Юлія Володимирівна Тимошенко), femme politique ukrainienne, Première ministre en Ukraine de 2007 à 2010.
  - Gianni Vernetti, avocat et homme politique italien.
- 1961 :
  - Raymond « Ray » Barbieri, chanteur et batteur américain († 11 septembre 1997).
  - Samantha Bond, actrice anglaise.
  - Paolo Borghi (it), athlète italien.
  - Norbert Dickel (en), footballeur allemand.
  - Håkan Lindman (en), footballeur suédois.
  - Steven « Steve » Oedekerk, acteur, réalisateur et scénariste américain.
  - Laura del Sol (Laura Escofet Arce dite), actrice espagnole.
- 1962 :
  - Charles Lee « Charlie » Benante (en), batteur américain.
  - Michael Andrew « Mike » Bordin, batteur américain du groupe Faith No More.
  - Luigi Contu (it), journaliste italien.
  - Steven Eugene « Euge » Groove (en), saxophoniste, compositeur et musicien américain.
  - Piotr Kiełpikowski, escrimeur polonais.
  - Thomas « Tom » Lawton, joueur et entraîneur de rugby australien.
  - Antonio Pascotto (it), journaliste italien.
  - David « Davey Boy » Smith, catcheur anglais († 18 mai 2002).
  - Manfred Steiner, sauteur à ski autrichien.
  - Regina Street (it), basketteuse américaine.
  - Jan Schur, coureur cycliste allemand champion olympique.
- 1963 :
  - Thomas Bo Larsen, acteur danois.
  - Giuseppe Lupo (it), écrivain et essayiste italien.
  - Vladimir Machkov (Владимир Львович Машков), acteur russe.
  - Angelo Maresca (it), acteur italien.
  - Duília de Mello (it), astronome et astrophysicienne brésilienne.
  - Claudia Momoni, médailliste italienne.
  - Roland Nilsson, footballeur et entraîneur suédois.
  - David Prichard, guitariste américain († 28 février 1990).
  - Fisher Stevens, réalisateur, acteur et producteur américain.
- 1964 :
  - Daniel Ducruet, garde du corps puis ex-époux de la princesse Stéphanie de Monaco.
  - Ronit Elkabetz (רונית אלקבץ), actrice, réalisatrice et scénariste israélienne († 16 avril 2016).
  - Robin Givens, actrice américaine.
  - Roberto Mancini, footballeur et entraîneur italien.
  - Rubén Martínez, footballeur chilien.
  - Hisayuki Sasaki (en) (佐々木久行), golfeur japonais († 3 janvier 2013).
  - Manfred « Manni » Schmidt (de), guitariste allemand.
  - Adam Shankman, metteur en scène, danseur et chorégraphe américain.
  - Antonio Tarantino (it), guitariste italien.
  - Barron Steven « Steve » Wallace (en), joueur américain de football américain.
- 1965 :
  - Danielle Ammaccapane (en), golfeuse américaine.
  - Rachida Dati, femme politique française, ministre de la Justice de 2007 à 2009, ex-députée européenne, maire du 7e arrondissement de Paris depuis 2014.
  - Anvar Ibragimov (Анвар Камилевич Ибрагимов), escrimeur russe.
  - Albert Kuvezin (Альберт Будачы-оглу Күвезин), chanteur et guitariste russe.
  - Sammie Moreels, cycliste belge.
  - Raffaella Reggi, joueuse de tennis et journaliste italienne.
  - Geir Sperre (it), footballeur norvégien.
  - Jacques-Laurent « Jacky » Terrasson, pianiste allemand.
  - Kathleen Heddle, rameuse d'aviron canadienne triple championne olympique († 11 janvier 2021).
- 1966
  - Dean Garrett, basketteur et entraîneur américain.
  - Vladimir Gudelj, footballeur bosniaque.
  - Goran Stevanovic (en) (Горан Стевановић), footballeur et entraîneur serbe.
  - Saro Tribastone (it), compositeur et guitariste italien.
- 1967
  - Virgilio do Carmo da Silva, cardinal timorais, archevêque de Dili.
  - Shane Embury, musicien anglais.
  - Laura Golarsa, joueuse et entraîneuse de tennis italienne.
  - Predrag Krunić (en), entraîneur de basket-ball bosniaque.
  - Michael Reale (it) (Fulvio Reale Di Virgilio dit), acteur italien.
  - Roberto Saetti (it), joueur de rugby et chirurgien italien.
  - João Cunha e Silva, joueur de tennis portugais.
  - Richard West, claviériste, compositeur et producteur de disques anglais.
  - Na Ying (那英), chanteuse chinoise.
- 1968 :
  - Al Barrow (en), bassiste anglais.
  - Alejandro Chomski, réalisateur et scénariste argentin.
  - Mohsen Garousi (en) (محسن گروسی), footballeur iranien.
  - Emmanuel Maboang, footballeur camerounais.
  - Kjetil Esten Haraldsson Manheim, batteur norvégien.
  - Sara Ricci, actrice italienne.
  - Michael Vartan, acteur français et neveu de Sylvie Vartan.
- 1969 :
  - Simone Bezzini (it), homme politique italien.
  - Patrick Chila, pongiste français, médaillé olympique.
  - Xavier Roura Cuadros (it), footballeur et entraîneur espagnol.
  - Gabriel Fulcher, joueur et entraîneur de rugby irlandais.
  - Hernán Gaviria, footballeur colombien († 24 octobre 2002).
  - Damian Hinds, homme politique anglais, ministre de l’Emploi depuis 2016.
  - Myles Kennedy, chanteur-compositeur-interprète américain.
  - Andrea Manciulli (it), homme politique italien.
  - Elizabeth Marvel, actrice américaine.
  - Natalia Millán, actrice espagnole.
  - Doug Sharp, bobeur américain.
  - Fabio Tricarico (it), footballeur italien.
  - Steffen Wiesinger (en), escrimeur allemand.
- 1970 :
  - Patrick Bates (en), joueur américain de football américain.
  - Henri Deneubourg (it), cinéaste français.
  - Johannis Joensen (it), footballeur féroïen.
  - Todd Kelly, joueur américain de football américain.
  - Brooke Langton, actrice américaine.
  - Humberto Ramos, caricaturiste mexicain.
  - Jaime Riveros (es), footballeur chilien.
- 1971 :
  - Kirk Acevedo, acteur américain.
  - Ralf Ackermann (it), footballeur liechtensteinois.
  - Larry Allen, joueur américain de football américain.
  - Troy Corser, motocycliste australien.
  - Albert Demtchenko (Альберт Михайлович Демченко), lugeur russe.
  - Nickey Maxwell « Nick » Van Exel, joueur et entraîneur de basket-ball américain.
  - Donaldo González (en), footballeur panaméen.
  - Nicolas Laspalles, footballeur français.
  - Francesco Malcom (Francesco Malcolm Trulli dit), acteur pornographique italien.
  - Julius Milani, écrivain et éditeur italien.
  - Gino Paolini (it), cycliste italien.
  - Iván Rodríguez, joueur de baseball portoricain.
  - Samantha Smith (en), joueuse de tennis britannique.
  - Dmitri Svatkovski (Дмитрий Валерьевич Сватковский), pentathlète russe.
- 1972 :
  - Àlex Brendemühl, acteur espagnol.
  - Salavat Fidai, sculpteur russe.
  - Stéphane Pocrain, chroniqueur de télévision, militant politique et associatif français.
  - Shane Salerno (en), scénariste et producteur américain.
  - Yoichi Ui (宇井陽一), motocycliste japonais.
- 1973 :
  - Tadanobu Asano (Tadanobu Satō / 佐藤 忠信 dit), acteur et musicien japonais.
  - Sharlto Copley, acteur sud-africain.
  - Samantha Harris (en), mannequin et présentatrice américaine.
  - Murat Jumakeyev (en) (Мурат Абдукашевич Джумакеев), footballeur kirghize.
  - Evan Karagias, catcheur américain.
  - Jin Katagiri (en) (片桐 仁), acteur, sculpteur et potier japonais.
  - Lutricia McNeal (it), chanteuse américaine.
  - Gina Miles, cavalière américaine.
  - Janne Oinas (it), footballeur finlandais.
  - Jon Runyan, homme politique et joueur de football américain.
  - Twista (Carl Terrell Mitchell dit), rappeur, producteur et acteur américain.
- 1974 :
  - Caterina Bonvicini, écrivaine italienne.
  - Jennifer O'Dell, actrice américaine.
  - King ov Hell (Tom Cato Visnes dit), bassiste norvégien.
  - Wendy Houvenaghel, cycliste nord-irlandais.
  - Suchitra Krishnamoorthi (en) (सुचित्रा कृष्णमूर्ति), actrice indienne.
  - Mark « Alec » Newman, acteur écossais.
  - Parov Stelar (Marcus Füreder dit), musicien autrichien.
- 1975 :
  - Bad Azz (Jamarr Antonio Stamps dit), rappeur américain († 11 novembre 2019).
  - Nicola Formichella (it), homme politique et journaliste italien.
  - Martín Gramática (en), joueur américain de football argentino-américain.
  - Houari Benmoussa Harrat, footballeur algérien.
  - Nadine Malcolm (it), basketteuse jamaïcaine.
  - Edita Pučinskaitė, cycliste et journaliste lituanienne.
  - Rain Vessenberg (en), footballeur estonien.
- 1976 :
  - Evelyn Fauth, joueuse de tennis autrichienne.
  - Jean Grae, rappeur et producteur américain.
  - Chad Kilger, hockeyeur professionnel canadien.
  - Luca Lombardi, numismate italien.
  - Alessandro Monticciolo (it), footballeur et entraîneur italien.
  - Jaleel White, acteur et scénariste américain.
  - Xiao Zhanbo (it) (/ ° 22 juillet 1975, 肖战波 (zh)), footballeur chinois.
- 1977 :
  - Stefano Basalini, rameur italien.
  - Atilla Birlik (tr), footballeur turc.
  - Ivar Bjørnson (en), musicien et compositeur norvégien.
  - William Paul « Willie » Bloomquist, joueur américain de baseball.
  - Carolin Ruth « Cal » Bouchard, basketteuse canadienne.
  - Fábio Costa, footballeur brésilien.
  - Tobias Grünenfelder, skieur alpin suisse.
  - Oksana Khvostenko (Оксана Юріївна Хвостенко), biathlète ukrainienne.
  - Morten Knutsen (en), footballeur et entraîneur norvégien.
  - Tomáš Michálek (it), footballeur tchèque.
  - Michaela Pavlíčková, basketteuse tchèque.
  - Frédérick Sigrist, humoriste français.
  - Michael Xavier (en), acteur et chanteur britannique.
- 1978 :
  - David Ben Dayan (דוד "דדי" בן דיין), footballeur israélien.
  - Tomáš Čížek (it), footballeur tchèque.
  - Manu Fullola (es), acteur espagnol.
  - Gel (it) (Corrado Ferrarese dit), rappeur et compositeur italien.
  - José Iván Gutiérrez, cycliste espagnol.
  - Joshua Harris (en), acteur américain.
  - MC HotDog (Yao Zhong Ren / 姚中仁 dit), rappeur taïwanais.
  - Shy Love (Sheelagh Patricia Blumbergh Albino dite), actrice pornographique portoricaine.
  - Eszter Molnár (en), joueur de tennis hongrois.
  - Bogdan Popescu (it), basketteur roumain.
  - Oksana Pismennik (it) (Оксана Письменник), basketteuse ukrainienne.
  - James Calvin « Jimmy » Rollins, joueur de baseball américain.
  - Michael Geoffrey « Mike » Skinner (en), rappeur et producteur anglais.
  - Radek Štěpánek, joueur de tennis tchèque.
  - Unax Ugalde, acteur espagnol.
- 1979 :
  - Ricky Carmichael, motocycliste américain.
  - Hilary Hahn, violoniste américaine.
  - Maria Chiara Franchini (it), basketteuse italienne.
  - Blue Hamilton (it) (Johnny Blue James Hamilton dit), musicien et producteur américain.
  - Brendan Haywood, basketteur américain.
  - Eero Heinonen, bassiste et chanteur finlandais.
  - Deniss Kačanovs, footballeur letton.
  - Radoslav Kováč, footballeur tchèque.
  - Diego Mularoni (it), nageur san-marinais.
  - Boban Savovic (en) (Иван Раденовић), basketteur serbe.
  - Teemu Tainio, footballeur finlandais.
  - Aleksandar Vasoski (Александар Васоски), footballeur et entraîneur macédonien.
- 1980 :
  - Francesco Chicchi, cycliste italien.
  - Jackie Greene (en), chanteuse-compositrice et guitariste américaine
  - Loes Gunnewijk, cycliste néerlandaise.
  - Vladimir Malakhov (Владимир Наильевич Малахов), joueur d'échecs russe.
  - Veronika Portsmuth (en), chanteuse et chef d'orchestre estonienne.
  - Evi Sachenbacher-Stehle, skieuse de fond et biathlète allemande.
  - Michael Yardy (en), joueur de cricket anglais.
- 1981 :
  - Bruno Alves, footballeur portugais.
  - Olof Dreijer (en), disc-jockey et producteur suédois.
  - Issam Erraki (عصام الراقي), footballeur marocain.
  - Branko Jorović (Бранко Јоровић), basketteur serbe.
  - Denis Leamy, joueur et entraîneur de rugby et journaliste irlandais.
  - Ivan Ninčević, handballeur croate.
  - Matthew Taylor, footballeur anglais.
  - Sarah True, triathlète américaine.
- 1982 :
  - Olga Artechina (Ольга Дмитриевна Артешина), basketteuse russe.
  - David Bellion, footballeur français.
  - Aleksandr Kerjakov (Александр Анатольевич Кержаков), footballeur russe.
  - Christian Presciutti, poloïste italien.
  - Tommy Robinson (Stephen Christopher Yaxley-Lenno dit), militant anglais, cofondateur de la English Defence League.
  - Tatsuya Tanaka (田中達也), footballeur japonais.
- 1983 :
  - Salvatore Gambino (en), footballeur allemand.
  - Professor Green (Stephen Paul Manderson dit), rappeur anglais.
  - Yan Paing (en), footballeur birman.
  - Miguel Ángel Perera, matador espagnol.
  - Arjay Smith, acteur américain.
  - Donta Smith, basketteur américain.
- 1984 :
  - Matteo D'Alberto (it), skieur nautique italien.
  - Leslie Dewan, femme d’affaires américaine.
  - Florian Eisath, skieur alpin italien.
  - Jana Gereková, biathlète slovaque.
  - György Grozer, volleyeur hongrois.
  - Christopher George « Chris » Holm, basketteur américain.
  - Izumi Kitta (en) (橘田 いずみ), doubleuse japonaise.
  - Sanna Nielsen, chanteuse suédoise.
  - Domata Peko, joueur américain de football américain.
  - Massimo Roccoli, motocyliste italien.
  - Lindsey Van, sauteuse à ski américaine.
- 1985 :
  - Philip Blake (en), footballeur canadien.
  - Damien Chouly, joueur de rugby français.
  - Lara Dickenmann, footballeuse suissesse.
  - Lauren C. Mayhew, actrice américaine.
  - Alison Pill, actrice canadienne.
  - Joseph Emanuel « Joe » Porter (en), joueur américain de football américain.
  - Park Soo-jin (en) (박수진), chanteuse sud-coréenne.
  - Dominik Stroh-Engel, footballeur allemand.
  - Thilo Versick (en), footballeur allemand.
- 1986 :
  - Alex Daniels (en), joueur américain de football américain.
  - Gabriel Hauche (es), footballeur argentin.
  - Martin Jirouš (en), footballeur tchèque.
  - Misato Nagano (tl) (長野 美郷), doubleuse japonaise.
  - James Parsons, joueur de rugby néo-zélandais.
  - Suresh Kumar Raina (en) (सुरेश रैना), joueur de cricket indien.
  - Steven Silva (en), footballeur philippino-américain.
  - Xavier « Xavi » Torres, footballeur espagnol.
  - Oritsé Williams (en), chanteur-compositeur-interprète, producteur et danseur anglais.
- 1987
  - Luigi Datome, basketteur italien.
  - Christopher « Chris » Eaton (en), joueur de tennis britannique.
  - María del Rosario Espinoza, taekwondoiste mexicaine.
  - Santiago Giraldo, joueur de tennis colombien.
  - Ben Hutchinson (en), footballeur anglais.
  - Lia Valerio (it), basketteuse italienne.
- 1988
  - Leandro Benegas (es), footballeur argentin.
  - Andrey Galabinov (Андрей Гълъбинов), footballeur bulgare.
  - Miroslav Šmajda, chanteur-compositeur slovaque.
  - Johan Venegas, footballeur costaricain.
- 1989 :
  - Nam Bo-ra (en) (남보라), actrice sud-coréenne.
  - Ana Cleger (en), volleyeuse cubaine.
  - Michael Floyd, joueur américain de football américain.
  - Stefan Lex (de), footballeur allemand.
  - Moreno (Moreno Donadoni dit), rappeur italien.
  - Sercan Sararer, footballeur turc.
  - Frederick David « Freddie » Sears, footballeur anglais.
  - Robert Steeples (en), joueur américain de football américain.
  - Amir Waithe (en), footballeur panaméen.
- 1990 :
  - Josh Dubovie, chanteur anglais.
  - Lamarcus Joyner (en), joueur américain de football américain.
  - Kevin Pamphile (en), joueur américain de football américain.
  - Brunild Pepa (en), footballeur albanais.
  - Garry Rodrigues, footballeur capverdien.
- 1991 :
  - Edo Murić, basketteur slovène.
  - Martín Sanchez Olsen (it), footballeur norvégien.
  - Natalia Pakulska (en), footballeuse polonaise.
  - Alexia Runggaldier, biathlète italienne.
  - Robbie Stewart (en), motocycliste britannique.
  - Andrea De Vito (it), footballeur italien.
  - Fernando Zuqui (es), footballeur argentin.
- 1992 :
  - Sulayman Amghar (it) (سليمان أمغار), footballeur marocain.
  - Ala Boratyn (en), chanteuse-compositrice polonaise.
  - Park Chanyeol (박찬열), rappeur, acteur et chanteur-compositeur sud-coréen.
  - Valērijs Čistjakovs (ru), footballeur letton.
  - Jenny Dossi (it), footballeuse italienne.
  - Freddie Kini (es), footballeur salomonien.
  - Alexander James « Alex » Neuberger (de), acteur américain.
  - Philip Scrubb (en), basketteur canadien.
  - Tola Szlagowska (en), chanteuse, compositrice et actrice polonaise.
  - Jaylen Watkins (en), joueur américain de football américain.
- 1993 :
  - Avani Chaturvedi aviatrice indienne.
  - Qëndrim Guri, coureur cycliste kosovar.
  - Ivan Marinković (en) (Иван Маринковић), basketteur serbe.
  - Arne Naudts (en), footballeur belge.
  - Antonio Panfili (it), patineur artistique italien.
  - Aubrey Peeples, actrice et chanteuse américaine.
  - Joan Kipkemoi Rotich, athlète kényane.
  - Tutizama Tanito (en), footballeur salomonien.
  - Benjamin Verbič, footballeur slovène.
  - Um Vichet (en), footballeur cambodgien.
- 1994 :
  - Fernando Gorriarán (es), footballeur uruguayen.
  - Mouhammadou Jaiteh, basketteur français.
- 1995 :
  - Ricardo Hoyos, acteur canadien.
  - Noel van Klaveren, gymnaste néerlandaise.
  - Andréas Makrís (Ανδρέας Μακρής), footballeur chypriote.
  - Roman Iaremtchouk (Роман Олегович Яремчук), footballeur ukrainien.
- 1996 : 
  - Marie-Eve Gahié, judokate française.
  - Kevin Speer (it), footballeur britannique.

### XXIesiècle
- 2001 : Morgana Davies, actrice australienne.

## Décès

### Iersiècleav. J.-C.
- 8 av. J.-C. : Horace (Quintus Horatius Flaccus en latin complet), poète latinophone romain (° 8 décembre 65 av. J.-C.).

### IVesiècle
- 395 : Rufin, préfet du prétoire de Théodose Ier, et régent de l’Empire romain d'Occident pendant la minorité d'Honorius, assassiné (° 335).

### Vesiècle
- 450 : Galla Placidia Augusta, fille de Théodose Ier, épouse de Constance III, et mère du futur empereur d'Occident Valentinien III, inhumée non pas dans son mausolée de Ravenne, mais dans sa retraite « vaticane » de Rome même (° 390).

### VIesiècle
- 511 : Clovis, roi des Francs de 481 à 511 (° 466).

### VIIesiècle
- 602 : Maurice Ier (Φλάβιος Μαυρίκιος Τιβέριος Αὔγουστος), empereur byzantin de 582 à 602, décapité avec cinq de ses fils (° 539).

### XIIesiècle
- 1198 : Constance de Hauteville, reine de Germanie de 1186 à 1197, impératrice du Saint-Empire de 1191 à 1197 et reine de Sicile de 1194 à 1198 (° 2 novembre 1154).

### XIIIesiècle
- 1252 : Blanche de Castille, princesse "espagnole", épouse de Louis VIII de France, reine de France de 1223 à 1235, mère et régente de Louis IX, « lieutenante générale » du royaume en l'absence de ce dernier pendant la septième croisade (° 4 mars 1188).

### XIVesiècle
- 1329 : Mahaut d'Artois, princesse de la maison capétienne d'Artois, comtesse d'Artois et de Bourgogne, paire de France, belle-mère de rois (° vers 1269-1270).

### XVesiècle
- 1474 : Guillaume Dufay, compositeur franco-flamand (° vers 1400).

### XVIesiècle
- 1570 : Jacopo Sansovino, sculpteur et architecte italien (° 2 juillet 1486).
- 1592 : Nakagawa Hidemasa (中川秀政), samouraï japonais (° 1568).

### XVIIesiècle
- 1632 : John Eliot (en), homme politique anglais (° 11 avril 1592).
- 1640 : Gabriel Gustafsson Oxenstierna, homme politique suédois (° 15 juin 1587).
- 1680 : Athanase Kircher, jésuite, graphologue et érudit allemand, inventeur présumé de la lanterne magique, ancêtre du cinéma (° 2 mai 1601).

### XVIIIesiècle
- 1703 : Henry Winstanley (en), peintre et ingénieur anglais (° 31 mars 1644).
- 1754 : Abraham de Moivre, mathématicien et théoricien français (° 26 mai 1667).
- 1773 : Jean-Thomas Voisin-La-Hougue, historien français (° 19 janvier 1717).

### XIXesiècle
- 1811 : Andrew Meikle, ingénieur écossais (° 5 mai 1719).
- 1830 : Andrew Parmentier, architecte belgo-américain (° 3 juillet 1780).
- 1852 : Ada Lovelace (Augusta Ada King dite), mathématicienne et pionnière britannique de l'informatique (° 10 décembre 1815).
- 1855 : Adrien Chenot, ingénieur et inventeur français (° 30 août 1803).
- 1863 : Joseph Jacquemoud, professeur de droit et homme politique savoyard, député puis sénateur du duché de Savoie, baron sarde (° 26 mai 1802).
- 1875 : Richard Christopher Carrington, astronome anglais (° 26 mai 1826).
- 1881 : Theobald Boehm, flûtiste et compositeur allemand (° 9 avril 1794).
- 1884 : Fanny Elssler, ballerine autrichienne (° 23 juin 1810).
- 1886 : François Robitaille, prêtre catholique (° 10 juin 1800).
- 1895 : Alexandre Dumas fils, écrivain français (° 27 juillet 1824).
- 1899 : Constant Fornerod, homme politique suisse, conseiller fédéral de 1855 à 1867 (° 30 mai 1819).

### XXesiècle
- 1901 : Clement Studebaker (en), homme d'affaires américain (° 12 mars 1831).
- 1908 : Albert Gaudry, géologue et paléontologue français (° 16 septembre 1827).
- 1916 : Émile Verhaeren, poète belge (° 21 mai 1855).
- 1918 : João Evangelista Belfort Duarte (en), joueur et entraîneur de football et directeur sportif brésilien (° 27 novembre 1883).
- 1919 : Manuel Espinosa Batista (es), pharmacien et homme politique panaméen (° 12 septembre 1857).
- 1920 : Alexius Meinong, philosophe autrichien (° 17 juillet 1853).
- 1921 : Douglas Colin Cameron, homme d’affaires et politique canadien, lieutenant-gouverneur du Manitoba de 1911 à 1916 (° 8 juin 1854).
- 1931 : Lya De Putti, actrice slovaco-américaine (° 10 janvier 1899).
- 1934 : Baby Face Nelson (Lester Joseph Gillis dit), braqueur de banques américain (° 6 décembre 1908).
- 1936 :
  - Pierre-Ernest Dalbouze, ingénieur, industriel et homme d'affaires (° 1er septembre 1872).
  - Edward Bach, médecin britannique (° 24 septembre 1886).
  - Basil Zaharoff (Βασίλειος Zαχαρίας Ζαχάρωφ), industriel, marchand d'armes et financier grec (° 6 octobre 1849).
- 1940 :
  - Henri Guillaumet, aviateur français (° 25 mai 1902).
  - Nicolae Iorga, historien, homme de lettres et homme politique roumain, Premier ministre de la Roumanie de 1931 à 1932 (° 17 janvier 1871).
  - Emilio Pizzi, compositeur italien (° 1er février 1861).
- 1943 : 
  - Ivan « Ivo Lola » Ribar, étudiant, avocat et soldat croate (° 23 avril 1916).
  - Simon Srugi, frère salésien, enseignant, infirmier, vénérable catholique (° 27 juin 1877).
- 1944 : Leonid Mandelstam (Леанід Ісаакавіч Мандэльштам), physicien russe (° 4 mai 1879).
- 1953 :
  - Henri Bernstein, dramaturge français du théâtre de boulevard (° 20 juin 1876).
  - Eugene O'Neill, dramaturge américain, prix Nobel de littérature en 1936 (° 16 octobre 1888).
- 1955 : Arthur Honegger, compositeur suisse de musique, académicien ès beaux-arts en France (° 10 mars 1892).
- 1958 :
  - Georgi Damyanov (bg) (Георги Първанов Дамянов), homme politique bulgare, chef d'État de la Bulgarie de 1950 à 1958 (° 23 septembre 1892).
  - Jeanne Demons, actrice canadienne (° 18 janvier 1886).
  - Artur Rodziński, chef d’orchestre polonais (° 1er janvier 1892).
- 1960 :
  - Frederick Fane (en), joueur de cricket irlando-anglais (° 27 avril 1875).
  - Dirk Jan de Geer, avocat et homme politique néerlandais, Premier ministre des Pays-Bas de 1926 à 1929 puis de 1939 à 1940 (° 14 décembre 1870).
- 1962 : August Lass, footballeur estonien (° 16 août 1903).
- 1964 : Ielpidifor Anempodistovitch Kirillov, physicien soviético-russe (° 8 octobre 1883).
- 1967 : Léon Mba, homme politique gabonais, premier président de la République du Gabon de 1961 à 1967 (° 9 février 1902).
- 1970 : Helene Madison, nageuse et infirmière américaine (° 19 juin 1913).
- 1973 : Frank Christian, trompettiste américain (° 3 septembre 1887).
- 1975 :
  - Alberto Massimino, ingénieur automobile italien (° 5 janvier 1895).
  - Ross McWhirter (en), auteur et militant anglais, cofondateur du Guinness Book des Records (° 12 août 1925).
- 1977 : Mart Laga, basketteur estonien (° 15 mai 1936).
- 1978 :
  - Harvey Milk, homme d’affaires, fonctionnaire et militant américain (° 22 mai 1930).
  - George Moscone, homme politique américain, maire de San Francisco de 1976 à 1978 (° 24 novembre 1929).
  - Joseph Marie Trinh-nhu-Khuê, cardinal vietnamien, archevêque de Hanoï de 1950 à 1978 (° 11 décembre 1898).
- 1980 : 
  - Francis Burrall Hoffman (en), architecte américain (° 6 mars 1882).
  - Alexandre Ivanovitch Danilov, ministre russe de l'éducation de 1967 à 1980 (° 8 mars 1916).
- 1985 :
  - Fernand Braudel, historien et académicien français (° 24 août 1902).
  - André Hunebelle, réalisateur et producteur français (° 1er septembre 1896).
  - Rendra Karno (en), acteur indonésien (° 7 mai 1920).
- 1986 : Steve Tracy (Steven Crumrine dit), acteur américain (° 3 octobre 1952).
- 1988 :
  - John Carradine, acteur américain (° 5 février 1906).
  - Jan Hein Donner, joueur d'échecs et auteur néerlandais (° 6 juillet 1927).
- 1989 : Carlos Arias Navarro, homme politique espagnol, président du gouvernement espagnol, de 1974 à 1976, et maire de Madrid, de 1965 à 1973 (° 11 décembre 1908).
- 1990 :
  - David White, acteur américain (° 4 avril 1916).
  - Basilis C. Xanthopoulos (en) (Βασίλης Κ. Ξανθόπουλος), physicien grec (° 8 avril 1951).
- 1992 : Ivan Generalić, peintre croate (° 21 décembre 1914).
- 1994 : Fernando Lopes-Graça, compositeur et chef d'orchestre portugais (° 17 décembre 1906).
- 1997 : Walter Fenner « Buck » Leonard (en), joueur de baseball américain (° 8 septembre 1907).
- 1998 : Barbara Acklin, chanteuse et compositrice américaine (° 28 février 1943).
- 1999 :
  - Yasuhiro Kojima (小島 泰弘), catcheur et entraîneur nippo-américain (° 22 juillet 1937).
  - Alain Peyrefitte, homme politique, écrivain et académicien français (° 26 août 1925).
  - Elizabeth Gray Vining, auteure et bibliothécaire américaine (° 6 octobre 1902).
- 2000 :
  - Malcolm Bradbury, auteur anglais (° 7 septembre 1932).
  - Uno Prii (en), architecte estonien (° 28 février 1924).
  - Jacques Sallebert, journaliste français (° 20 octobre 1920)
  - Leonard Francis « Len » Shackleton, footballeur et journaliste anglais (° 3 mai 1922).

### XXIesiècle
- 2002 :
  - Bernice « Billie » Bird, actrice américaine (° 28 février 1908).
  - Shivmangal Singh Suman (en) (शिवमंगल सिंह सुमन), poète indien (° 5 août 1915).
- 2004 : Gunder Hägg, athlète suédois, ayant battu 15 records du monde du demi-fond au cours de sa carrière (° 31 décembre 1918).
- 2005 :
  - Jocelyn Brando, actrice américaine, sœur de Marlon Brando (° 18 novembre 1919).
  - Joseph Charles « Joe » Jones, chanteur-compositeur-interprète américain (° 12 août 1926).
- 2006 :
  - Donald « Don » Butterfield (en), joueur de tuba américain (° 1er avril 1923).
  - Elizabeth Bebe Moore Campbell, auteure, enseignante et journaliste américaine (° 18 février 1950).
  - Kenneth R. « Casey » Coleman Jr., présentateur sportif américain (° 24 mars 1951).
- 2007 :
  - Robert Cade (en), médecin et universitaire américain (° 26 septembre 1927).
  - Bernard Douglas « Bernie » Banton (en), militant australien (° 13 octobre 1946).
  - Sean Taylor, joueur américain de football américain (° 1er avril 1983).
  - William Karnet « Bill » Willis (en), joueur et entraîneur de football américain (° 5 octobre 1921).
- 2008 : Vishwanath Pratap Singh (विश्वनाथ प्रताप सिंह), avocat et homme politique indien, Premier ministre de l'Inde de 1989 à 1990 (° 25 juin 1931).
- 2009 :
  - Al Alberts (en), chanteur-compositeur-interprète américain (° 10 août 1922).
  - Jacques Baratier, réalisateur français (° 8 mars 1918).
  - Raoul Delfosse, acteur français (° 12 mai 1924).
- 2010 : Irvin Kershner, acteur, réalisateur et producteur américain (° 29 avril 1923).
- 2011 :
  - Len Fulford (en), photographe et réalisateur anglais (° 11 novembre 1928).
  - Henry Kenneth Alfred « Ken » Russell, réalisateur, scénariste, acteur, producteur et monteur britannique (° 3 juillet 1927).
  - Eugenia Sacerdote de Lustig, oncologue argentine (° 9 novembre 1910).
  - Gary Speed, footballeur et entraîneur gallois (° 8 septembre 1969).
- 2012 :
  - MacHouston « Mickey » Baker, guitariste américain (° 15 octobre 1925).
  - Ab Fafié, footballeur et entraîneur néerlandais (° 4 mars 1941).
  - Érik Izraelewicz, journaliste français, directeur du journal Le Monde en 2011 et 2012 (° 6 février 1954).
  - Marvin Miller, syndicaliste américain (° 14 avril 1917).
  - Jack Wishna (en), photographe et homme d'affaires américain (° 5 mai 1958).
- 2013 :
  - Lewis Collins, acteur anglo-américain (° 27 mai 1946).
  - Herbert F. DeSimone (en), avocat et homme politique américain, procureur général de Rhode Island de 1967 à 1971 (° 5 septembre 1929).
  - Volker Römheld (de), physiologiste et biologiste allemand (° 22 novembre 1941).
  - Nílton Santos, footballeur brésilien (° 16 mai 1925).
  - Manuel Felimon Segura (en), militaire philippin (° 1er janvier 1919).
- 2014 :
  - Érick Bamy, chanteur français et ex-choriste de Johnny Hallyday pendant 30 ans (° 30 novembre 1949)
  - Wanda Błeńska (pl), médecin et missionnaire polonaise (° 30 octobre 1911).
  - Phillip Hughes, joueur de cricket australien (° 30 novembre 1988).
  - Phyllis Dorothy « P.D. » James, auteure de romans policiers britannique (° 3 août 1920).
  - Jack Kyle, joueur de rugby irlandais (° 10 février 1926).
  - Fernance Bento Perry (en), homme d'affaires portugais (° 25 novembre 1922).
- 2015 :
  - Mark Behr, auteur sud-africain (° 19 octobre 1963).
  - Maurice Strong, homme d'affaires et diplomate canadien (° 29 avril 1929).
  - Garrett Swasey (en), patineur et entraîneur américain (° 16 novembre 1971).
  - Philippe Washer, joueur de tennis belge (° 6 août 1924).
- 2016 : 
  - Bernard Gallagher, acteur britannique (° 26 septembre 1929).
  - Ioánnis Grívas, juge et homme politique grec, Premier ministre par intérim en 1989 (° 23 février 1923).
  - Peter Hintze, homme politique allemand (° 25 avril 1950).
  - Bernard Lalonde, producteur de cinéma canadien (° ? 1940).
  - Claire Richet, journaliste française (° 1er mars 1920).
- 2017 : 
  - Robert Batailly, homme politique français (° 2 mars 1934).
  - Frédéric François, journaliste belge (° 22 octobre 1932).
  - Bob van den Born, illustrateur néerlandais (° 30 octobre 1932).
  - Zenash Gezmu, marathonienne éthiopienne (° 6 novembre 1990).
- 2018 : Helmut Noll, rameur allemand (° 27 juin 1934).
- 2019 : 
  - Vittorio Congia, acteur italien (° 4 novembre 1930).
  - Godfrey Gao, mannequin et acteur canadien et taïwanais (° 22 septembre 1984).
- 2021 : 
  - Doug Cowie, footballeur écossais (° 1er mai 1926).
  - Mbarek El Filali, footballeur marocain (° 12 mai 1955).
  - Almudena Grandes, écrivaine et journaliste espagnole (° 7 mai 1960).
  - Matti Keinonen, joueur finlandais de hockey sur glace (° 6 novembre 1941).
  - Milutin Mrkonjić, homme politique serbe (° 23 mai 1942).
- 2022 : 
  - Gábor Csapó, joueur de water-polo hongrois (° 20 septembre 1950).
  - Audrey Eagle, illustratrice botanique néo-zélandaise (° 30 octobre 1925).
  - Maurice Norman, footballeur anglais (° 8 mai 1934).
  - Yōichi Sai, réalisateur et scénariste japonais d'origine coréenne (° 6 juillet 1949).
  - Richard Baawobr, cardinal ghanéen, évêque de Wa (° 21 juin 1959).
- 2023 : 
  - William Anastasi, peintre et artiste visuel américain (° 11 août 1933).
  - Elise Boot, femme politique néerlandaise (° 2 août 1932).
  - Roger Chaussabel, coureur cycliste français (° 18 février 1932).
  - Mary Louise Cleave, astronaute américaine (° 5 février 1947).
  - Alessandro Figà Talamanca, mathématicien italien (° 25 mai 1938).
  - Paweł Huelle, écrivain polonais (° 10 septembre 1957).
  - Victor J. Kemper, directeur de la photographie américain (° 14 avril 1927).
  - Ibrahim Oweiss, économiste, professeur d'économie et diplomate égyptien (° 25 septembre 1931).
  - Françoise Smyth-Florentin, bibliste et universitaire française (° 7 mai 1931).
  - Frances Sternhagen, actrice américaine (° 13 janvier 1919).
- 2024 : 
  - Maria Alexandru, pongiste roumaine (° 30 décembre 1930).
  - Amandine Chazot, radiologue et pratiquante de stand up paddle française (° 1991).
  - Thomas Hylland Eriksen, professeur d'anthropologie, écrivain et penseur norvégien (° 6 février 1962).
  - Georges Gilson, évêque catholique français (° 30 mai 1929).
  - Jean-Sébastien Larouche, poète, slameur et éditeur canadien (° 2 février 1973).

## Célébrations

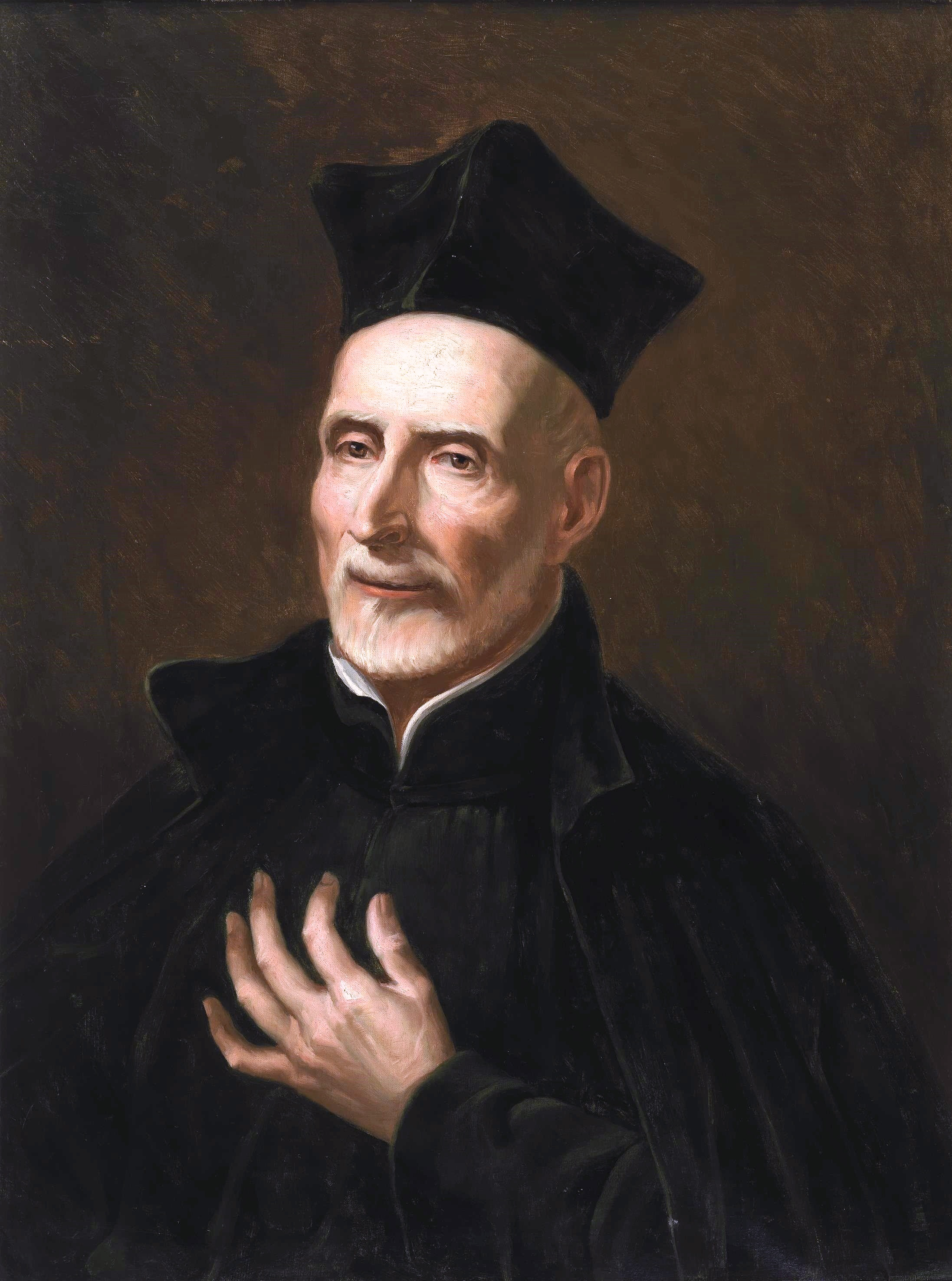
Joseph Calasanz tel qu'au Musée madrilène du Prado

- Brésil : dia do técnico de segurança do trabalho[13] ou « journée du technicien de la sécurité du travail ».
- Espagne : día del maestro[14] ou « fête des professeurs » en l'honneur de saint Joseph Calasanz représenté ci-contre.
- Îlam tamoul (Sri Lanka) : Maaveerar Naal (en) ou « jour des héros » en mémoire des 17 000 guérilleros des Tigres de libération de l'Îlam tamoul.
- Lancashire (Royaume-Uni) : Lancashire Day (en).
- Atlantium : fête d'independance day par rapport à l'Australie, de cette micronation autoproclamée des Nouvelle-Galles du Sud.

### Célébrations religieuses et assimilée
- Christianisme () : 
  - mémoire du patriarche de Jérusalem Jean III avec lectures de Héb. 13, 22-25 et de Jn 10, 17-21 dans le lectionnaire de Jérusalem.
  - Notre-Dame de la médaille miraculeuse (catholicisme) en mémoire de la seconde des apparitions mariales de la rue du Bac le 27 novembre 1830 dans l'actuelle chapelle Notre-Dame-de-la-Médaille-miraculeuse à Paris, de la Vierge Marie à sainte Catherine Labouré (Église catholique romaine)[8].
- Scientologie () : publications day ou fête des publications commémorant une journée mondiale de publications organisée à Saint Hill Manor en 1967.

### Saints chrétiens

#### Catholiques et orthodoxes
- Acace du Sinaï († vers 500), moine arménien ; fêté le 26 novembre en Orient.
- Anschaire de Noyon († 639), moine au monastère de Luxeuil, puis évêque de Noyon.
- Bilhilde d'Altmunster († 734) fondatrice du monastère d'Altmunster.
- Eusice (VIe siècle), moine, abbé, fondateur de la localité de Selles-sur-Cher.
- Facond et Primitif (es) († v. 300), Martyrs en Espagne.
- Fergus le Picte (VIIIe siècle), évêque.
- Goustan de Rhuys († v. 1040), moine.
- Jacques l'Intercis (en) († v. 421), martyr perse.
- Maharsapor († v. 421), Martyr perse.
- Maxime de Riez († 462), moine de Lérins, qui succéda à saint Honorat comme abbé, puis devint évêque de Riez.
- Nathanaël (IVe siècle), Ermite en Egypte.
- Secundinus de Dunshaughlin (en) († 447), Évêque.
- Siffrein de Carpentras († vers 650), Évêque.
- Valérien d'Aquilée († 388), patriarche.
- Virgile de Salzbourg († 784), Abbé et évêque.

#### Saints ou bienheureux catholiques
- Antoine Kimura († 1619), bienheureux laïc japonais - Martyr.
- Bernardin de Fosse (it) († 1503), bienheureux prêtre franciscain italien.
- Bronisław Kostkowski (pl) († 1942), bienheureux polonais - Martyr.
- Simon Srugi († 1943), frère salésien, enseignant, infirmier, vénérable catholique.
- Thomas Koteda Kiuni († 1619), Martyr à Nagasaki.

#### Saint orthodoxe,aux dates éventuellement différentes dans lescalendriers julienou orientaux
- Barlaam et Josaphat , version christianisée de la vie du plus connu des bouddhas, Siddhartha Gautama .

### Prénoms du jour
Bonne fête aux :
- Astrid (et 17 octobre),
- Goustan,
- Maxime et ses variantes masculines : Max, Maxim, Maximus, Maxou, Massimo et Maximien (les Maximilien et variantes à part) ; leurs formes féminines : Max, Maxime (prénom épicène comme Maxence), Maxima, Massima.
- Aux Virgile et ses variantes : Virgil et Virgilio ; et leurs formes féminines : Virgila, Virgilia, Virgilla (à ne pas confondre avec les Virginie et variantes des 15 décembre et 7 janvier).

Plutôt qu'aux Séverin, Sévère (sinon aux Siffrein) ; et leurs formes féminines : Séverine, Severina, etc. ; tous plutôt fêtés désormais les 23 novembre.

## Traditions et superstitions

### Dicton
- « Saint Goustan, notre ami, ramenez nos maris ; Saint Goustan, notre amant, ramenez nos parents. »[17]

### Astrologie
- Signe du zodiaque : 5e jour du Sagittaire.

## Toponymie
- Les noms de plusieurs voies, places, sites ou édifices de pays ou régions francophones contiennent cette date sous diverses graphies : voir Vingt-Sept-Novembre .